# Constantino de Preslava
Constantino de Preslava (em búlgaro:  Константин Преславски) foi um historiador, escritor e tradutor medieval do Primeiro Império Búlgaro, um dos mais importantes estudiosos da Escola Literária de Preslava no final do século IX e início do X. Evidências biográficas sobre sua vida são escassas, mas acredita-se que ele tenha sido um discípulo de São Metódio de Tessalônica. Depois da morte dele, em 855, Constantino foi preso pelo clero germânico na Grande Morávia e vendido como escravo em Veneza. Ele conseguiu fugir para Constantinopla e chegou à Bulgária por volta de 886.

## Obras
Constantino foi um dos mais prolíficos e importantes escritores do búlgaro antigo (a recensão búlgara do antigo eslavônico eclesiástico). Sua obra mais importante foi o "Evangelho Didático" (Учително евангелие), geralmente datado nos primeiros anos do reinado do czar Simeão I, entre 893 e 894. Trata-se de uma compilação de palestras sobre diversos feriados eclesiásticos e é a primeira obra sistemática sobre sermões religiosos na literatura eslava. A obra também tem um prefácio poético conhecido como "Oração Alfabética" (Азбучна молитва), a primeira poesia original em antigo eslavônico eclesiástico.
Em 894, Constantino de Preslava escreveu "Histórias" (Историкии), a primeira crônica histórica da literatura eslava. Em 906, por ordens de Simeão I, Constantino traduziu os "Quatro Evangelhos contra os Arianos" de Santo Atanásio de Alexandria para enfrentar o início de alguns movimentos heréticos na Bulgária, principalmente o bogomilismo. Constantino também é o suposto autor do "Serviço a Metódio" (Служба на Методия), uma obra que relata a luta de São Metódio para que o antigo eslavônico eclesiástico fosse reconhecido como língua litúrgica, e também da "Proclamação dos Santos Evangelhos" (Проглас към евангелието), na qual ele rejeita e recrimina a admiração por línguas estrangeiras (principalmente o grego) e destaca o búlgaro antigo como a principal maneira de aprimorar a cultura da Bulgária.
Nenhuma das obras originais de Constantino sobreviveu à queda de Preslava, que foi que incendiada pelo imperador bizantino João I Tzimisces em 972, e ao prolongado jugo otomano entre 1396 e 1878. Todas são conhecidas por cópias, a mais antiga delas datando dos séculos XII e XIII.